# Ação civil pública
A ação civil pública é o instrumento processual integrante do microssistema das tutelas coletivas, previsto na Constituição Federal brasileira e em normas infraconstitucionais, de que podem se valer o Ministério Público e outras entidades legitimadas para a defesa de interesses difusos, coletivos e individuais homogêneos. Em outras palavras, a ação civil pública não pode ser utilizada para a defesa de direitos e interesses disponíveis nem para interesses propriamente privados, salvo se, pela sua abrangência e dispersão, puderem interessar a grupos, classes ou categorias de pessoas que se encontrem na mesma situação de fato e de direito (como no caso dos interesses individuais homogêneos).
O instituto, embora não possa ser chamado de ação constitucional (como a Ação Direta de Inconstitucionalidade - ADI), tem, segundo a doutrina, um "status" constitucional, já que a Constituição coloca a sua propositura como função institucional do Ministério Público (art. 129, II, III  e IV, da Constituição Federal), mas sem dar-lhe exclusividade (art. 129, § 1º, da Constituição Federal), pois sua legitimidade é concorrente e disjuntiva com a de outros colegitimados (Art. 5º da Lei n. 7.347/85).
Disciplinada pela Lei n. 7.347, de 24 de julho de 1985, a Ação Civil Pública tem por objetivo reprimir ou mesmo prevenir danos ao meio ambiente, ao consumidor, ao patrimônio público, aos bens e direitos de valor artístico, estético, histórico e turístico, por infração da ordem econômica e da economia popular, à ordem urbanística, ao patrimônio público e social, à honra e à dignidade de grupos raciais, étnicos e religiosos ou/e qualquer outro interesse difuso ou coletivo (art. 1º, IV), ou seja, uma vasta possibilidade de seu uso, podendo ter como pedido a condenação em dinheiro ou o cumprimento de obrigação de fazer ou não fazer.
A grande vantagem do processo coletivo em geral (ação civil pública e ação coletiva) é que se trata de um canal de acesso à jurisdição, por meio do qual muitas vezes milhares ou até milhões de lesados individuais encontram solução para suas lesões, sem necessidade de terem que pessoalmente contratar advogado para acionar a Justiça, assim evitando julgamentos contraditórios, pois a sentença no processo coletivo, se procedente, beneficiará a todo o grupo lesado, com grande economia processual.

## Características próprias da Ação Civil Pública
Não foi por falta de tentativa que o Brasil não possui um código único o processo coletivo - proposta do Sistema Único Coletivo -, isso porque aqui existem diversas leis que cuidam de processos que visam defender direitos que vão além dos envolvidos em uma determinada disputa, eles têm objetivo de proteger uma coletividade por meio de único julgamento, até mesmo aqueles que não estiveram propriamente em juízo, mas ainda sim estão ligados à causa. Os processo coletivo, que no Brasil a primeira espécie foi a Ação Civil Pública, eles têm características próprias  de validade, existência e efeitos, quer dizer, as tradicionais técnica processual, estruturadas a partir processos individuais (Caio Vs Tício), precisaram ser adaptadas para caber a jurisdição coletiva, como: 
- A autora da ação deve ser uma associação que esteja envolvida com o tema do processo, ou seja, o interesse de agir é verificado pela pertinência temática da associação, e que constituída há pelo menos um ano. (art. 5º, V, a, b, da Lei 7.347/85)
- Apesar da competência ser do foro, porque está fundada em base territorial de onde ocorreu o dano, porém, ela é absoluta, porque é funcional (art. 2º da Lei 7.347/85)
- Em caso de concorrência de ação coletivas, o foro da primeira prevenirá a jurisdição do juízo para todas as ações posteriores que possuam a mesma causa de pedir e meso objeto (art. 2ª, § única, da Lei 7.347/85)
- O ônus da sucumbência está descrito de forma própria e segue critério diferente das jurisdição singulares, visto que não haverá adiantamento pela autora-associada , salvo comprovada a má-fé dessa demandante (art. 18 da Lei 7.347/85)
- A coisa julgada é extra-autos, mas restrita aos limites da competência territorial do órgão prolator. Isso quer dizer que os efeitos da sentença vão além dos envolvidos no processo para vincular as partes que são ligadas aquele problema diretamente, seja pelo fato ou por um vínculo jurídico (art. 16 da Lei 7.347/85), não vinculando apenas em casos dos associados não forem vitoriosos, dessa forma, os efeitos da sentença de improcedência não alcança a coletividade, ou seja, secundum eventum litis.

## Legitimados
O art. 5º da Lei 7.347/85 traz o rol taxativo das entidades legítimas para propor a ação civil pública:
- o Ministério Público;
- a Defensoria Pública;
- a União, os Estados, o Distrito Federal e os Municípios;
- autarquias, empresas públicas, fundações e sociedades de economia mista;
- o Conselho Federal da Ordem dos Advogados do Brasil (Lei 8.906/94, art. 54, inciso XIV); e
- associações que, concomitantemente, estejam constituídas há pelo menos 1 (um) ano nos termos da lei civil e incluam, entre suas finalidades institucionais, a proteção ao meio ambiente, ao consumidor, à ordem econômica, à livre concorrência ou ao patrimônio artístico, estético, histórico, turístico e paisagístico;
- as entidades e órgãos da administração pública, direta ou indireta, ainda que sem personalidade jurídica, especificamente destinados ao ajuizamento da ação coletiva (art. 82, III, do Código de Defesa do Consumidor, aplicável de maneira integrada ao sistema da ação civil pública, conforme art. 21 da Lei n. 7.347/85).

### Ministério Público
De todos os legitimados, sem dúvida alguma o Ministério Público (MP) é o mais atuante de todos. Sua legitimidade para promover a ação civil pública decorre da própria Constituição Federal, sendo esta uma de suas funções institucionais (artigo 129, inciso III, da Constituição Federal).
Se não atuar no processo como parte, o Ministério Público intervirá obrigatoriamente como fiscal da ordem jurídica. Neste caso, o MP ou outro legitimado assumirá a titularidade ativa quando houver desistência infundada ou abandono da ação por parte de associação legitimada autora.
A Lei da Ação Civil Pública (Lei n. 7.347/85) também determina que qualquer pessoa poderá levar ao conhecimento do Ministério Público informações sobre fatos que constituam objeto da ação civil, inclusive com indicações dos elementos de convicção. 
E quando, no exercício de suas funções, juízes e tribunais tiverem conhecimento de fatos que possam ensejar a propositura da ação civil, deverão remeter peças ao Ministério Público para as providências cabíveis.
Para que possa bem desempenhar essa relevante atribuição, a Constituição Federal muniu o Ministério Público de importantes ferramentas. Uma delas, talvez a mais importante, é o inquérito civil, um procedimento de natureza investigatória e de caráter administrativo, presidido exclusivamente pelo Ministério Público (artigo 129, inciso III, da Constituição Federal). No inquérito civil poderão ser requisitadas, de qualquer organismo público ou particular, certidões, informações, exames ou perícias, no prazo que assinalar, o qual não poderá ser inferior a 10 (dez) dias úteis. Também no inquérito civil poderão ser expedidas notificações, ouvidas testemunhas, entre diversas outras diligências.

### Defensoria Pública
A Lei n. 11.448/07 reafirmou as atribuições das Defensorias Pública para o manejo da ação civil pública.
Por sua vez, a Lei Complementar n. 132, de 7 de outubro de 2009, alterou dispositivos da Lei Complementar n. 80, de 12 de janeiro de 1994, que organiza a Defensoria Pública da União, do Distrito Federal e dos Territórios e prescreve normas gerais para sua organização nos Estados. Com as alterações, dispõe agora o artigo 4º da Lei Complementar n. 80 que são funções institucionais da Defensoria Pública promover ação civil pública e todas as espécies de ações capazes de propiciar a adequada tutela dos direitos difusos, coletivos ou individuais homogêneos quando o resultado da demanda puder beneficiar grupo de pessoas hipossuficientes; exercer a defesa dos direitos e interesses individuais, difusos, coletivos e individuais homogêneos e dos direitos do consumidor, na forma do inciso LXXIV do art. 5º da Constituição Federal; promover a mais ampla defesa dos direitos fundamentais dos necessitados, abrangendo seus direitos individuais, coletivos, sociais, econômicos, culturais e ambientais, sendo admissíveis todas as espécies de ações capazes de propiciar sua adequada e efetiva tutela; e exercer a defesa dos interesses individuais e coletivos da criança e do adolescente, do idoso, da pessoa com deficiência, da mulher vítima de violência doméstica e familiar e de outros grupos sociais vulneráveis que mereçam proteção especial do Estado; (Redação dada pela Lei Complementar nº 132, de 2009).

### Associações
No caso das associações, o requisito da pré-constituição poderá ser dispensado pelo juiz, quando for manifesto o interesse social, evidenciado pela dimensão ou característica do dano, ou pela relevância do bem jurídico a ser protegido.

## Réus da ação
Poderá figurar no polo passivo da ação civil pública qualquer pessoa física ou jurídica que cause dano a quaisquer interesses difusos, coletivos ou individuais homogêneos.

## O Projeto da nova Lei da Ação Civil Pública
O Presidente da República tinha enviado ao Congresso Nacional (Câmara dos Deputados) o Projeto de Lei nº 5.139/2009 que propunha uma nova disciplina para a Ação Civil Pública visando uma adequação do Sistema Único Coletivo frente às transformações econômicas, políticas, tecnológicas e culturais marcantes desde o final do século XX e início deste século XXI, havendo evidentes reflexos na sociedade e não adequadamente disciplinados no Sistema Processual. Contudo, o projeto foi arquivado pelo Congresso Nacional, depois que a Comissão de Constituição e Justiça e de Cidadania (CCJ) o rejeitou em 17-03-2010, por 17 votos a 14. E esta arquivação pende recurso. 
Situação atual do projeto: está aguardando deliberação de recurso na Mesa Diretora da Câmara dos Deputados (junho 2012). 
Nas palavras de Ricardo de Barros Leonel, que lamenta o arquivamento, explica: "Havia inovações importantes, que serviriam para melhor operacionalizar o funcionamento do processo coletivo, como, por exemplo: a indicação de princípios que devem nortear a aplicação do processo e da tutela coletiva: a facilitação da reunião de processos coletivos, dando-se maior amplitude ao conceito de conexão, incluindo a conexão para fins probatórios; a possibilidade de adequação da causa de pedir e do pedido antes da sentença, em razão do resultado da atividade probatória (sempre respeitando o contraditório, a ampla defesa, e desde que em boa-fé); a criação de Cadastros Nacionais de processos coletivos, inquéritos civis e termos de ajustamento de conduta, de modo a evitar duplicidade de atuações, e concomitância de efeitos e soluções contraditórias e incompatíveis entre sei; disciplina mais detalhada e mais efetiva da liquidação e execução de sentenças coletivas; ênfase nos meios alternativos de solução de controvérsias/ adoção da teoria das cargas probatórias dinâmicas; entre outras inovações"
Enquanto não é disciplinado um Código Processual Coletivo, teremos que usar o microssistema processual coletivo, decorrente da integração e complementariedade dos textos que tutelam os interesses metaindividuais , são eles: Lei 4.717/65, 7.347/85, 7.913/89, 7.853/89, 8.069/90, 8.078/90, 8.429/92, 10.257/2001, 10.741/2003, 12.529/2011 